# Aeroport Internacional de Nador
L'Aeroport Internacional de Nador (amazic: Anafag n Ennaḍor Aɛarwi; àrab: مطار الناظور العروي, Matār an-Nāẓūr al-ʿArwī) (codi IATA: NDR, codi OACI: GMMW) és un aeroport internacional del Marroc que serveix la vila de Nador. És també conegut pel seu antic nom d'Aeroport Internacional Taouima i Aeroport Internacional Al Aaroui. Té vols als principals aeroports del Marroc i alguns aeroports (Alemanya, Holanda, Bèlgica, Espanya). És bastant congestionat a l'estiu a causa que hi volen molts marroquins viuen en l'oest d'Europa. L'aeroport de Nador està gestionat per l'estat com la resta d'aeroports públics del Marroc. És utilitzat principalment per Royal Air Morocco i el seu filial Atlas Blue. L'any 2015 l'aeroport va atendre a més de 602.764 passatgers. També és usat pels visitants a Melilla.

## Terminal i instal·lacions de passatgers
L'Aeroport Internacional de Nador té una sola terminal, dividida en arribades i sortides, ambdues en la planta baixa i complementen a la zona d'ús públic amb instal·lacions bàsiques com una cafeteria i una petita tenda. La zona de facturació està a un dels costats del rebedor principal de la terminal, mentre que l'altre costat són les arribades i recollides d'equipatges.
Després del control de passaports hi ha una sala d'espera, una sala de fumadors i una petita capella. La tenda lliure d'impostos està tancada. L'embarcament s'efectua a peu.
Als afores de la terminal hi ha un aparcament de pagament i -en l'arribada de vols regulars- hi ha taxis disponibles que van a Nador i altres destinacions. No existeix cap altra classe de transport públic.

### Accés a l'aeroport
L'aeroport es troba prop de Taouima i a uns 30 km de Nador per carretera. No hi ha transport públic com trens o busos regulars. En les hores de vol hi ha taxis esperant als afores de la terminal i ofereix trànsits a la majoria de ciutats de la regió. Es troba un aparcament de pagament als afores de la terminal principal. Les carreteres entre l'aeroport i Nador estan en bones condicions i, senyalitzades en àrab i francès.
L'aeroport discorre directament al llarg de la ruta N2 (de Tànger a Oujda).

## Estadístiques de tràfic
See source Wikidata query and sources.
Igual que altres aeroports marroquins el de Nador és molt estacional. Durant tot l'any, Royal Air Maroc, (en codi compartit Atlas Blue) vola diverses vegades a la setmana a Brussel·les i Ámsterdam, encara que en la temporada d'estiu hi ha més vols regulars. Als moments punta, RAM de vegades usa les seves Boeing 747 cada setmana en la ruta amb Ámsterdam i Brussels en lloc del petit Boeing 737 que usa la resta de l'any.
| 2001          | 2002          | 2003          | 2004          | 2005          | 2006            | 2007            | 2008            | 2009            | 2010            | 2011            | 2012           | 2013           | 2014           | 2015           |
| ------------- | ------------- | ------------- | ------------- | ------------- | --------------- | --------------- | --------------- | --------------- | --------------- | --------------- | -------------- | -------------- | -------------- | -------------- |
| 83.109 +8.39% | 82.010 -1.32% | 81.604 -0.50% | 89.287 +9.41% | 94.380 +5.70% | 110.589 +17.17% | 171.239 +54.84% | 215.045 +25.58% | 307.483 +42.99% | 442.508 +43.30% | 572.388 +29.45% | 602.426 +5.25% | 611.888 +1.57% | 604.013 -1.29% | 602.764 -0.21% |

## Aerolínies i destinacions
| Aerolínies              | Destinacions                                                                                 |
| ----------------------- | -------------------------------------------------------------------------------------------- |
| Air Arabia Maroc        | Amsterdam, Barcelona, Brussel·les, Colònia/Bonn, Montpellier, Palma                          |
| Brussels Airlines       | Brussel·les (Chárter Estacional, Comença el 25 de juny de 2016)                              |
| Corendon Dutch Airlines | Amsterdam                                                                                    |
| Germanwings             | Colonia/Bonn                                                                                 |
| Jetairfly               | Anvers, Brussel·les, Charleroi, Eindhoven, Lieja (Estacional, Comença el 19 de juny de 2016) |
| Royal Air Maroc         | Ámsterdam, Brussel·les, Frankfurt, Tànger, Casablanca (Estacional), Düsseldorf (Estacional)  |
| Royal Air Maroc Express | Casablanca                                                                                   |
| Ryanair                 | Barcelona, Beauvais-Tillé, Charleroi, Frankfurt, Marsella                                    |
| Sea Air                 | Paderborn-Lippstadt (Chárter Estacional)                                                     |
| SunExpress Deutschland  | Amsterdam (Chárter Estacional), Colonia/Bonn (Chárter Estacional)                            |
| Transavia.com           | Amsterdam (Chárter Estacional, Comença el 5 de juny de 2016)                                 |
| Vueling                 | Barcelona                                                                                    |